# Famille Károlyi
Károlyi (nagy-károlyi gróf Károlyi) est une famille de la noblesse hongroise. Elle reçoit le titre de baron en 1609 et celui de comte en 1712.
Elle descend du clan Kaplon, originaire du comitat de Szatmár, aujourd'hui en Roumanie. Le clan Kaplon donna les familles suivantes : Bagossy, Csomaközy, Vetessy, Vaday et Károlyi.

## Châteaux
Pendant longtemps, le siège ancestral était Nagykároly dans le comitat de Szatmár (dans l'actuelle Roumanie), où László Károlyi Lancz a construit le château en 1482. Parmi les autres propriétés, citons Erdőd, où Sándor Károlyi a reconstruit le château entre 1727 et 1730. Plus tard, la famille s'installe également à Zemplén (le château est maintenant en ruine). En 1808 ils acquièrent le château de Fót, en 1834 e château de Fehérvárcsurgó. Des comtes de Pálffy ils héritèrent du château de Ballenstein à Borinka et du château de Stampfen à , tous deux aujourd'hui en Slovaquie non loin de Bratislava, qu'ils possédaient jusqu'en 1945.

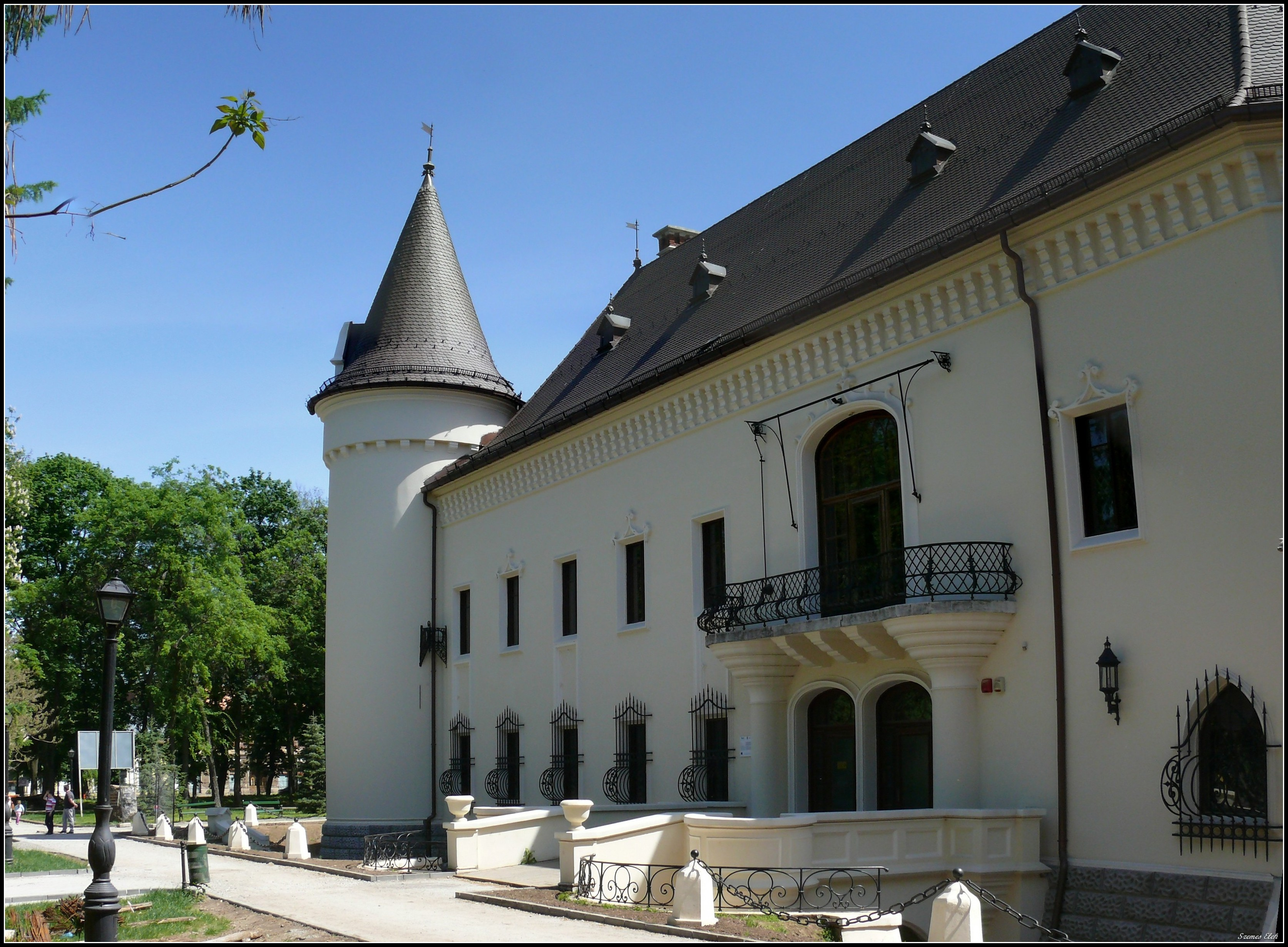
Château de Nagykároly, Roumanie.
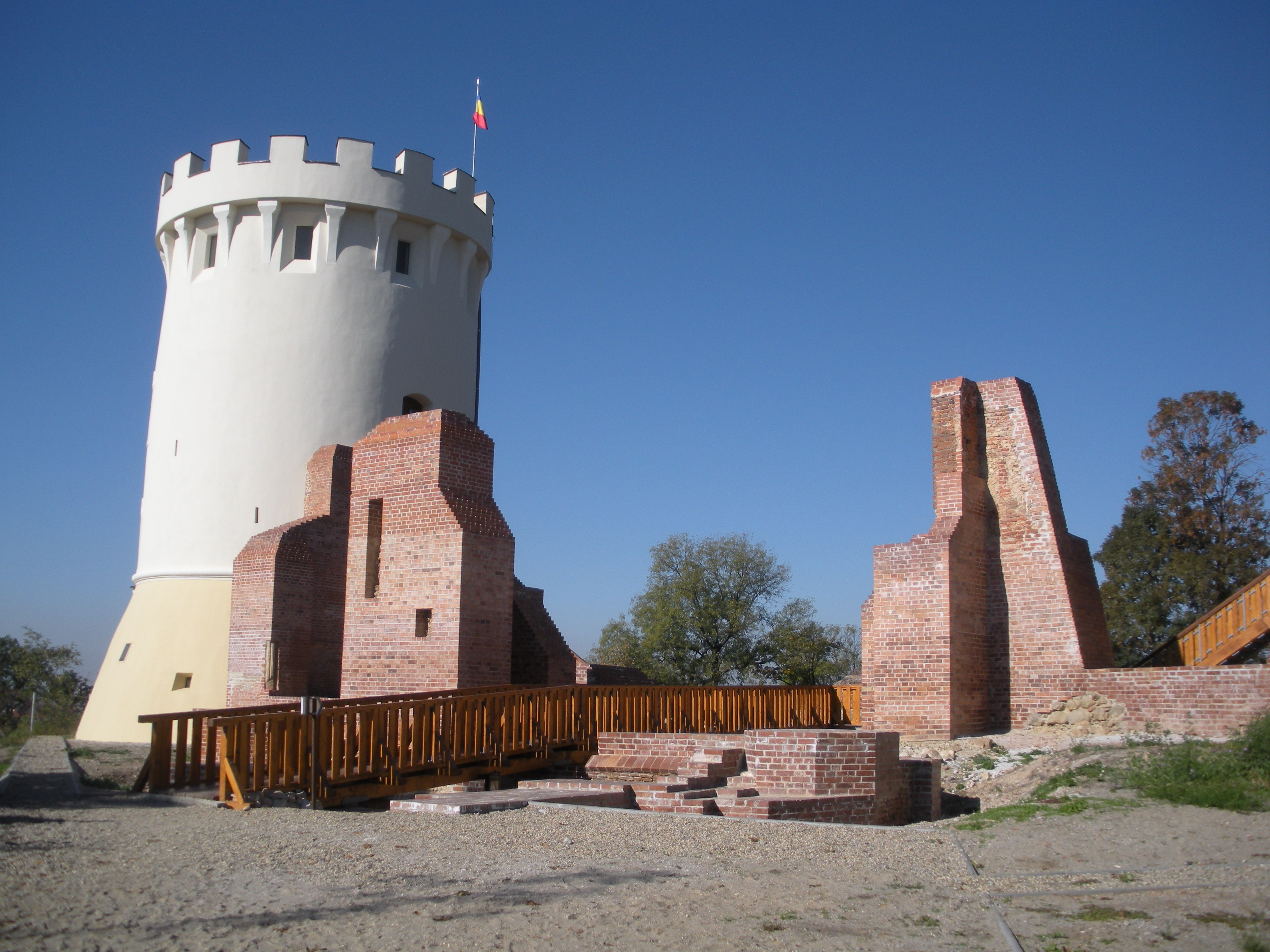
Château d'Erdőd, Roumanie.
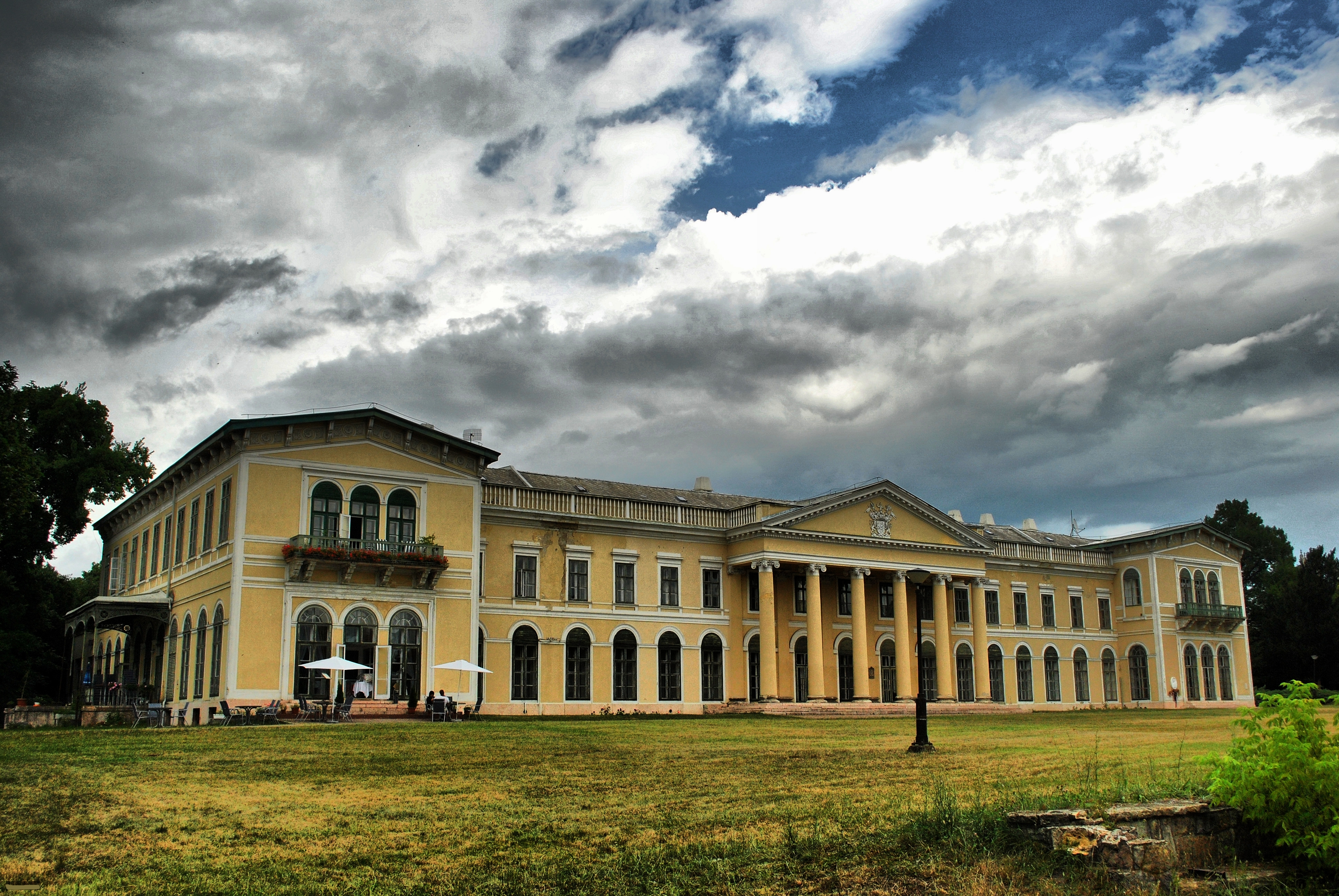
Château de Fót, Hongrie.
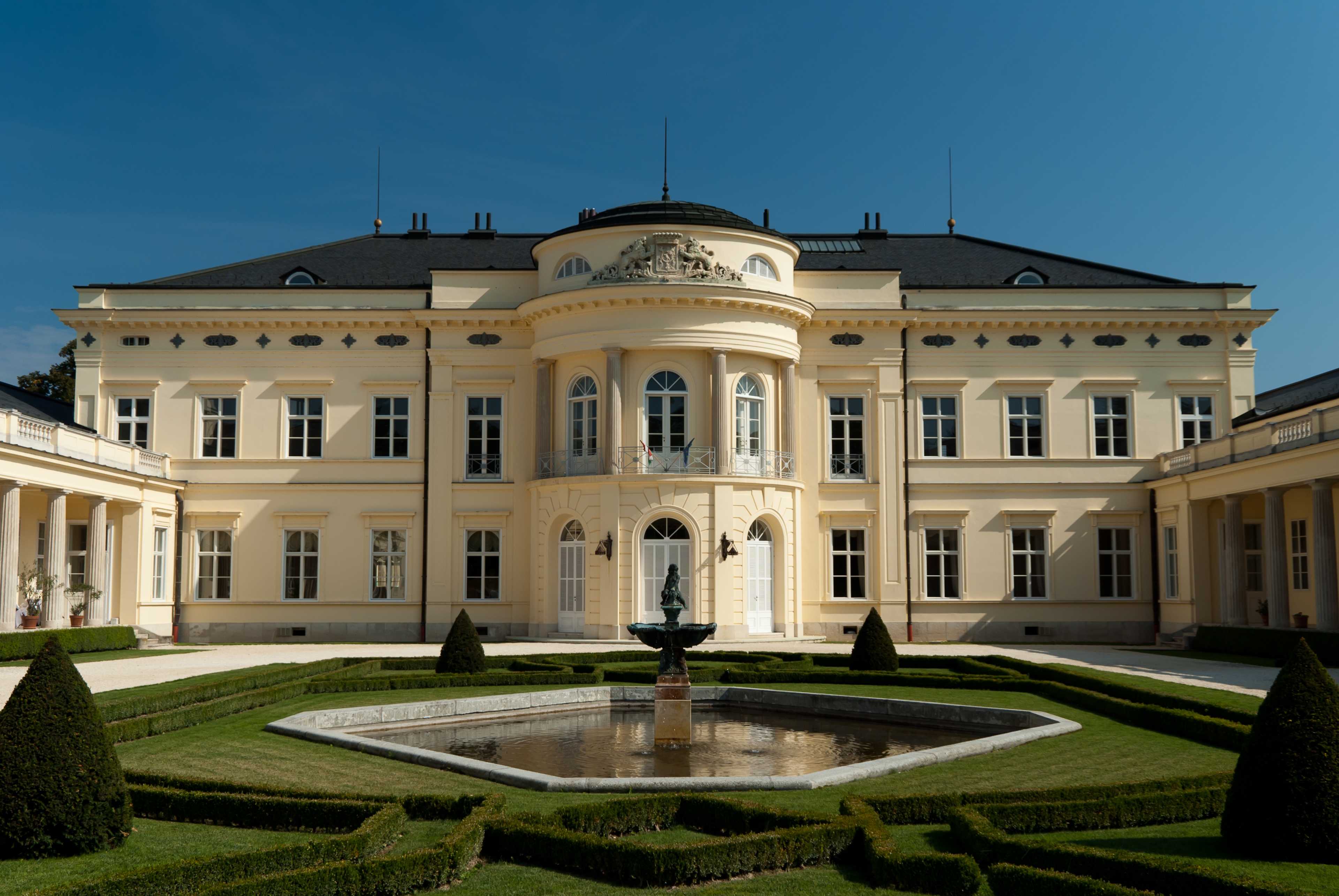
Château de Fehérvárcsurgó, Hongrie.
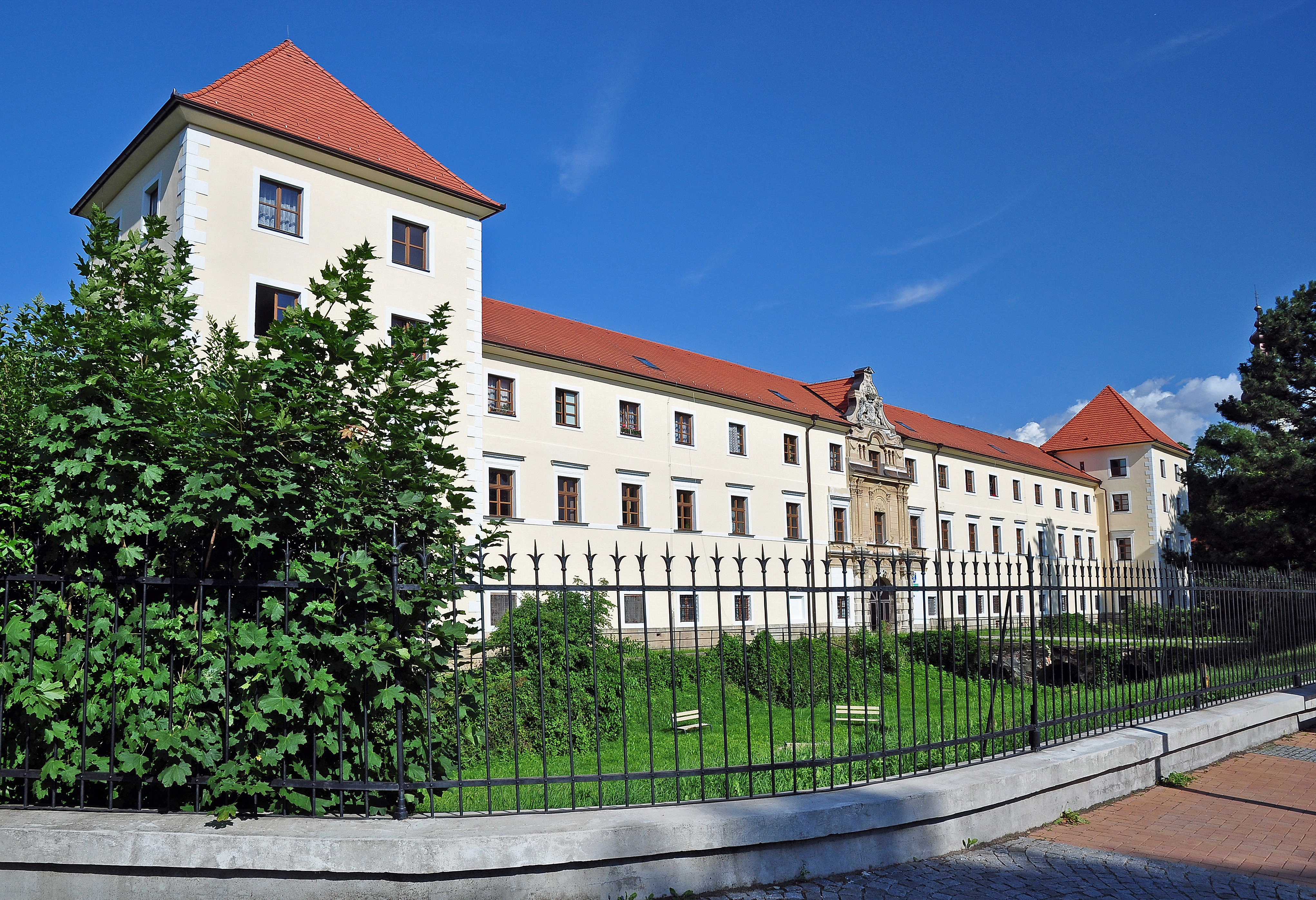
Château de Stupava, Slovaquie.

## Personnalités
- Péter Károlyi (1543-1576), évêque protestant.
- Gáspár Károlyi, premier traducteur en langue hongroise de la Bible (protestante, calviniste), publiée en 1586 et en 1590.
- Zsuzsanna Károlyi (1585-1622), épouse de Gabriel Bethlen, prince de Transylvanie, élue reine de Hongrie (1620-1621).
- Baron Mihály Károlyi (1585-1626), főispán, frère de la précédente.
- Baron Sándor Károlyi (1668-1743), főispán, général, chef de guerre kouroutz.
- Comte (ainsi que tous les suivants) Ferenc Károlyi (1705–1758), főispán, Feldmarschall hongrois.
- József Károlyi (1768-1803) főispán du comté Békés puis főispán héréditaire (örökös főispán) de Szatmár.
- István Károlyi (1797-1881), főispán, membre de l'Académie hongroise des sciences, fondateur de la ville de Újpest.
- György Károlyi (1802-1877), főispán, homme politique, président de l'Académie hongroise des sciences, mécène.
- Alajos Károlyi (1825-1889), diplomate austro-hongrois.
- Antal Károlyi (hu) (1732–1791), général, Capitaine de la Garde du corps royale hongroise.
- Sándor Károlyi (1831-1906), homme politique, membre de l'Académie hongroise des sciences.
- Tibor Károlyi (en) (1843-1904), parlementaire, porte-parole de la chambre des Magnats.
- Gyula Károlyi (1871-1947), premier ministre hongrois.
- Mihály Károlyi (1875-1955), président de la République démocratique hongroise. Époux de Katinka Andrassy, surnommée La Comtesse rouge[1].
- Étienne Károlyi, époux de la styliste Katalina Pólya, mère du réalisateur français Olivier Assayas et du journaliste Michka Assayas
- Julian von Károlyi (de) (Gyula Károlyi) (1914-1993), pianiste allemand.
- Georges Károlyi (né en 1946), ambassadeur de Hongrie en France (depuis 2015). Petit-neveu de Mihály.

## Alliances
Les principales alliances de la famille Károlyi sont : Andrássy, Weinckheim, etc.

## Galerie

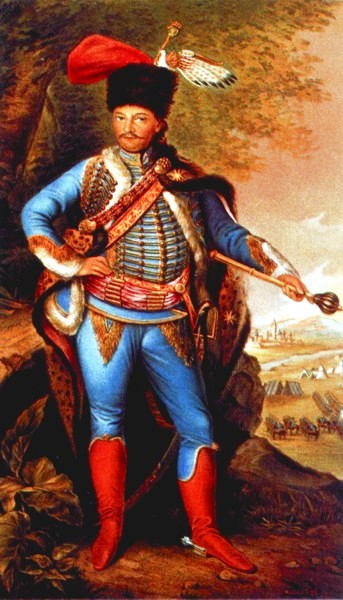
Sándor Károlyi (1668-1743), général kouroutz, baron.
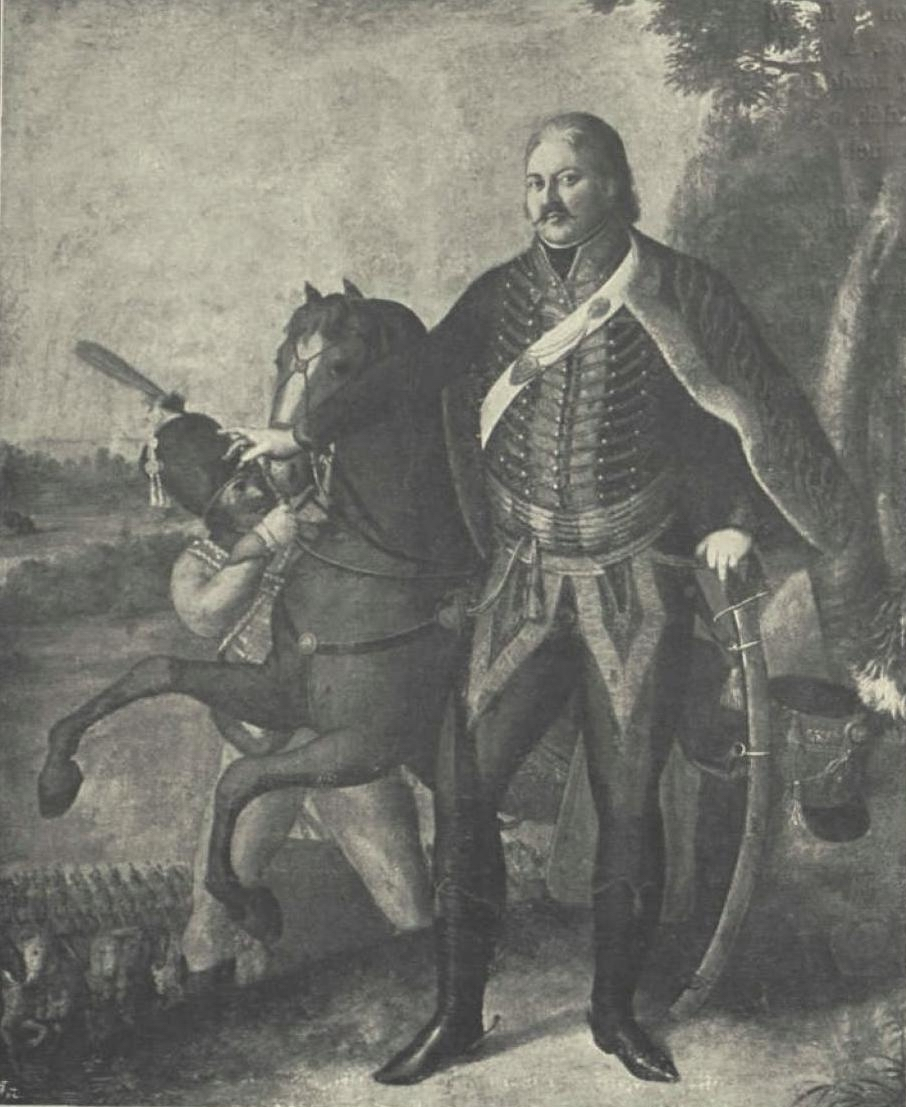
József Károlyi (1768-1803), comte.
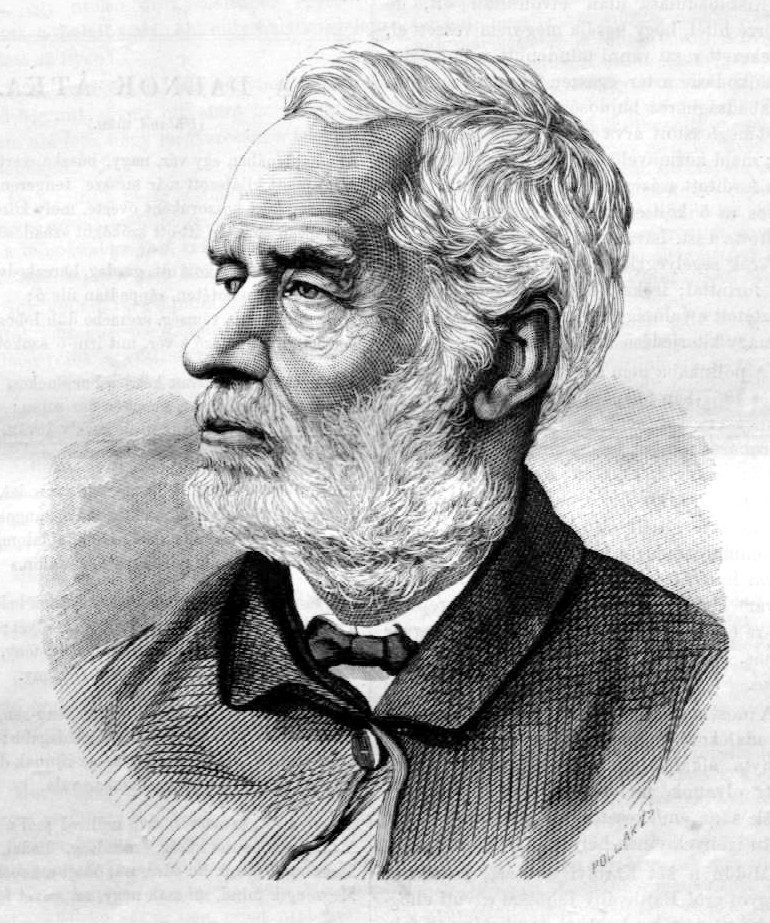
István Károlyi (1797-1881), főispán, académicien, comte.
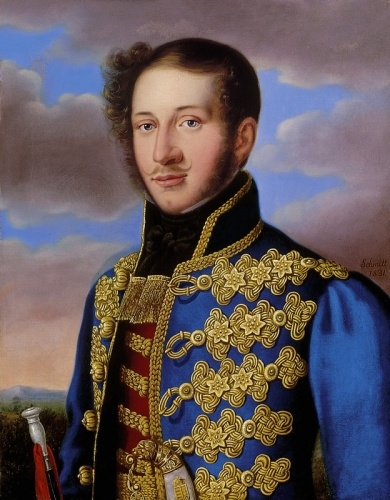
György Károlyi (1802-1877), főispán, comte.
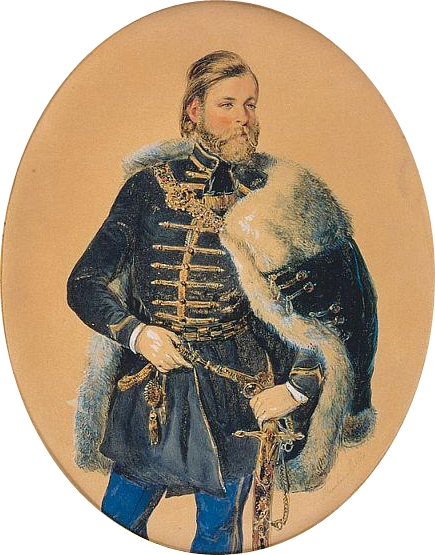
Sàndor Károlyi (hu) (1831-1906), homme politique, comte
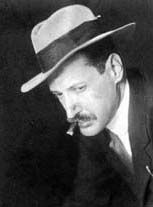
Mihály Károlyi (1875-1955), président de la République, comte.
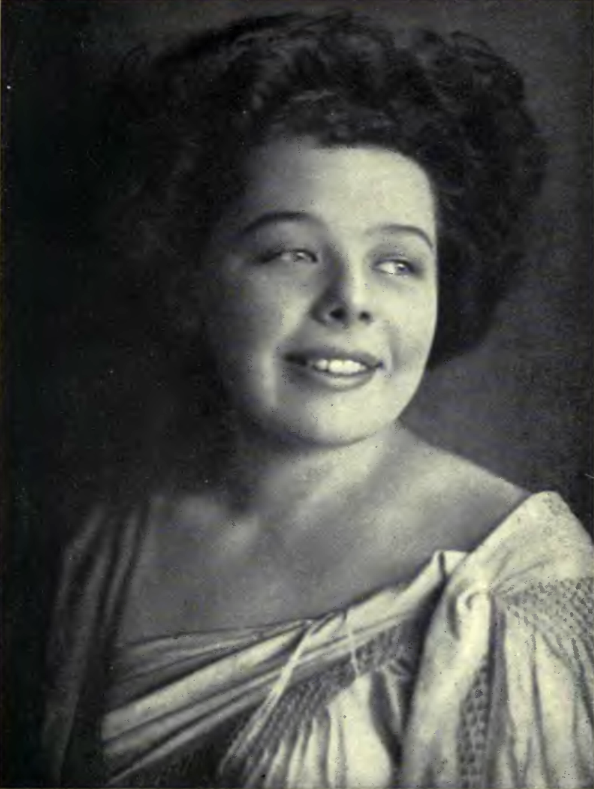
Katinka Andrássy, épouse du précédent, comtesse.
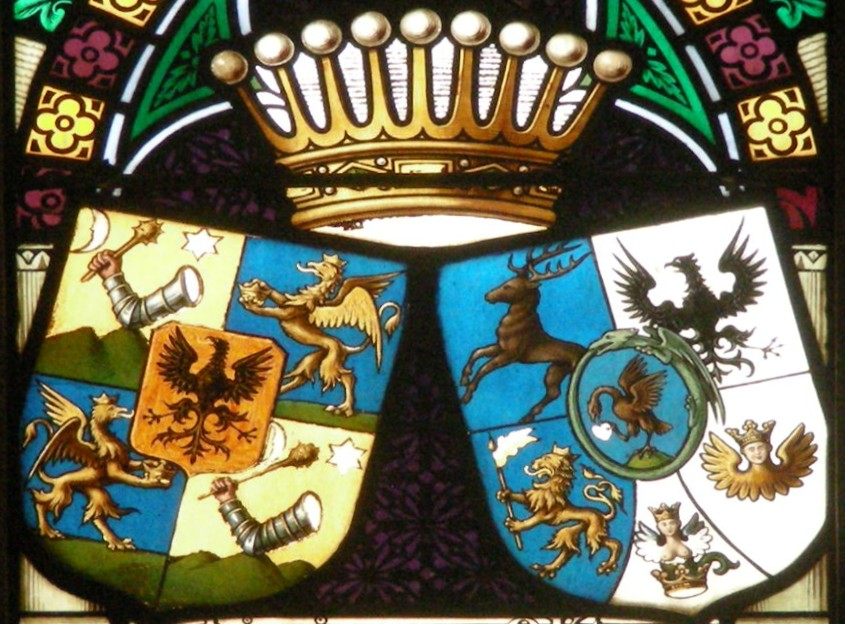
Vitrail des armes d'Aurel Dessewffy et de son épouse Palma Károlyi en la Cathédrale Saint-Martin de Bratislava.

Le siège ancestral de la famille fut pendant longtemps Nagykároly dans le comitat de Szatmár (dans l'actuelle Roumanie), plus tard Zemplén (dans l'actuelle Slovaquie),
Zemplén, Fót et Fehérvárcsurgó. Les autres exploitations comprenaient Erdeed, le château de Ballenstein et Stupava (estampage).

### Sources
- Antal Szirmay, Szathmár vármegye
- Samu Borovszky, Szatmár vármegye
- Iván Nagy,    Magyarország családai